# Rapa (djur)
Rapa är ett släkte av snäckor som beskrevs av Peter Friedrich Röding 1798. Rapa ingår i familjen purpursnäckor.
Släktet innehåller bara arten Rapa venosa.